# شیپ ریور (آلبرتا)
شیپ ریور (به انگلیسی: Sheep River (Alberta)) رودخانه‌ای است که در ایالات متحده آمریکا جریان دارد.